# جمعية مهنية
جمعية مهنية (تسمى أيضًا هيئة مهنية، أو منظمة مهنية، أو مجتمع مهني) هي منظمة هدفها هو الترويج لمهنة معينة، ومصالح الأفراد المشاركين في المهنة، والمصلحة العامة. في الولايات المتحدة، عادة ما تكون هذه الجمعية منظمة غير ربحية لأغراض ضريبية.

## القانون
يتم تعريف أدوار الجمعيات المهنية بشكل مختلف: "مجموعة، أشخاص في مهنة علمية، مكلفون بمراقبة، أو الإشراف على الممارسة المهنية. أيضا هيئة، تتصرف لحماية المصلحة العامة؛ تحتفظ المنظمات التي "تمثل مصلحة الممارسين المحترفين"، وما إلى ذلك، بوضعهم المتميز كهيئة تحكم. في المملكة المتحدة، يعرّف مجلس العلوم، الهيئة المهنية، بأنها "منظمة ذات أفراد يمارسون مهنة، تحافظ فيها المنظمة على الإشراف على المعرفة، والمهارات، والسلوك، والممارسة الخاصة بهذه المهنة". تتميز وكالة ضمان الجودة، بين الهيئات القانونية والمنظمين، بأن "لها صلاحيات يكلفها البرلمان بتنظيم مهنة أو مجموعة من المهن، وحماية استخدام الألقاب المهنية" أما الهيئات المهنية، التي "هي منظمات عضوية مستقلة تشرف على أنشطة مهنة معينة، وتمثل مصالح أعضائها"، والتي "قد تقدم التسجيل أو التصديق على المهن غير المنظمة على أساس طوعي."